# Conférence de Bloudan de 1937

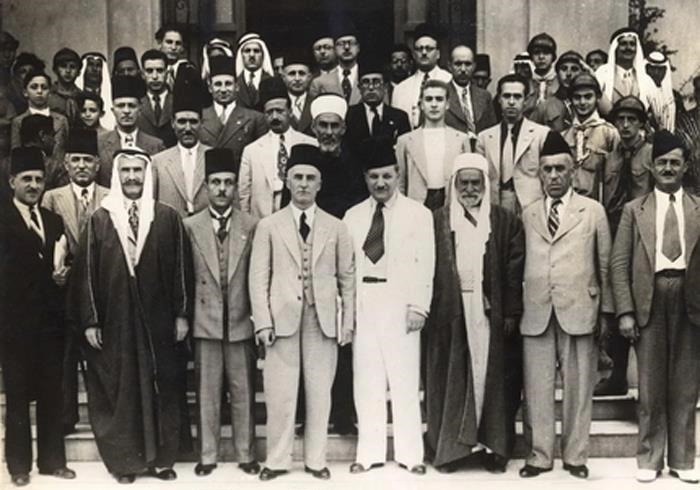
Au premier rang, de gauche à droite : délégué inconnu, l'ancien ministre égyptien Mohammed Alluba Pacha, le journaliste palestino-égyptien Mohamed Ali Eltaher, le nationaliste syrien Ihsan al-Jabiri, le futur premier ministre libanais Riad al-Solh, Ali Obeid de Syrie, Sa' id al-Hajj Thabet d'Irak et Hamad Sa'b du Liban ; deuxième rangée : Mufti Cheikh Adib El Khaldi (Mufti Jénine).

La conférence de Bloudan de 1937 (translittération arabe : al-Mu'tamar al-'Arabi al-Qawmi fi Bludan) a été le premier sommet panarabe tenu à Bloudan, en Syrie, le 8 septembre 1937. La deuxième conférence de Bloudan a eu lieu neuf ans plus tard en 1946.
Elle a été convoquée par le Haut Comité arabe en réponse à la Commission Peel qui a recommandé la partition de la Palestine, alors sous contrôle britannique, en états arabes et juifs. Les recommandations de la Commission Peel ont été rejetées par les délégués participants tandis que la Grande révolte arabe de 1936-1939 en Palestine contre les autorités britanniques et l'augmentation de l'immigration juive en Palestine étaient largement soutenues. La Conférence de Bloudan a eu une importance historique car elle a été l'une des premières manifestations de l'inquiétude collective arabe concernant le mouvement sioniste. 

## Objectifs et participation
Le Comité supérieur arabe a initialement demandé à l'administration du Mandat britannique de tenir la conférence à Jérusalem, mais la demande a été rejetée et la petite ville de Bloudan a été choisie à la place. La conférence, qui a réuni des centaines de délégués du monde arabe (principalement la moitié orientale), a été orchestrée « afin d'étudier les devoirs des Arabes dans leurs pays respectifs et de s'entendre sur des mesures efficaces pour résister aux dangers posés par les sionistes ». 
Plusieurs résolutions adoptées au cours de la conférence ont rejeté à la fois le projet de partition de la Palestine et l'établissement d'un État juif là-bas. En outre, il affirmait que la Palestine faisait partie intégrante du monde arabe. Un certain nombre de comités ont été créés pour rechercher des moyens de résister à la partition. L'importance de la conférence de Bloudan était la démonstration du soutien panarabe au mouvement antisioniste en Palestine. 
Elle était présidée par Naji al-Suwaidi, l'ancien Premier ministre d'Irak, et le vice-président était l'intellectuel Shakib Arslan du Liban, l'ancien ministre de l'Éducation Mohammed Alluba Pacha d'Égypte et l'évêque grec orthodoxe de Homs, Ali Hurayki. Bien que le gouvernement syrien n'ait pas participé à un niveau officiel en raison de la pression anglo-française, il était le plus représenté à la conférence avec 115 délégués. La Palestine était représentée par 97 délégués, le Liban par 59 et dirigé par Riad al-Solh, la Transjordanie par 29, l'Irak par 9, l'Egypte par 2 et la Tripolitaine par 1. En signe d'un soutien panarabe supplémentaire à la conférence, des messages de solidarité et des télégrammes ont été envoyés par Ahmad al-Sabah, l'émir du Koweït et par des groupes à orientation islamique de plusieurs villes égyptiennes, ainsi que de Tunisie, d' Algérie et du Maroc.
Après la conférence officielle de Bloudan, une réunion en grande partie secrète s'est tenue à Damas par des délégués plus militants appelée la Conférence de la jeunesse nationaliste. La réunion a appelé à une action plus forte pour unir la jeunesse arabe et un comité préparatoire a été établi pour organiser une deuxième conférence plus importante qui se tiendra en Europe. Les participants comprenaient Younous al-Sab'awi, Kazem al-Solh, Taqi al-Din Solh, Farid Zayn al-Din, Wasfi Kamal, Mounir al-Rayyes, Outhman al-Hawrani, Farhan Shoubaylat, Akram Zouaiter et Sabri al-Asali. 
Une brochure distribuée lors de la conférence, intitulée « L'Islam et les Juifs », a été décrite comme le « premier texte de l'histoire qui a propagé la pure haine des Juifs dans un contexte islamique en mélangeant des épisodes anti-juifs sélectionnés de la vie de Mahomet avec la soi-disant méchanceté des Juifs au XXe siècle ».

## Réactions
Le gouvernement sous mandat français du Liban s'est opposé à la participation libanaise à la conférence, le journal pro-gouvernemental déclarant qu'il était dans l'intérêt du pays de ne pas contrarier les Juifs ou les Arabes. Les délégués libanais à la conférence se sont prononcés en faveur d'une résolution condamnant la neutralité libanaise dans le conflit en Palestine, mais la résolution a été rejetée en raison de l'opposition de nombreux délégués syriens et d'al-Suwaidi qui craignaient une rupture avec le gouvernement libanais.
Le consulat britannique à Damas a publié une déclaration reflétant l'inquiétude britannique par rapport au sommet, affirmant qu'il n'y avait « aucun doute que les longues délibérations sur la Palestine renaissent des cendres des jalousies locales : le phénix panarabe ».  Le consul a décrit « l'Islam et les Juifs », qui a été distribué lors de la conférence, comme "un pamphlet étonnamment incendiaire" qui, selon lui, donnait "une indication des passions que les organisateurs du congrès espéraient susciter. L'informateur du consul à la conférence a qualifié le texte de « pamphlet violemment anti-juif » qui a été remis à chacune des personnes assistant au congrès Bloudan. 
Fou'ad Moufarrij, l'un des principaux délégués à la réunion, a estimé que la Conférence de Bloudan était une expression des aspirations et des objectifs des Arabes ainsi qu'une étape majeure pour développer davantage les programmes visant à atteindre ces objectifs. Cependant, l'historien libanais Raghid al-Solh pensait que la conférence de Bloudan et d'autres conférences panarabes tenues après celle-ci à la fin des années 1930, se concentraient spécifiquement sur la question palestinienne et ne cherchaient qu'à consolider le statu quo politique dans la région vers laquelle se penchaient l'Irak et la Transjordanie, vers la vision hachémite d'une union arabe fédérale limitée, une idée avec laquelle les Britanniques ont des sympathie, tandis que la Syrie, le Liban et l'Égypte ont chacun pris leurs propres initiatives. Selon al-Solh, l'unité panarabe et la libération du colonialisme européen ont été largement ignorées. 